# Calliephialtes picadoi
Calliephialtes picadoi är en stekelart som beskrevs av Ian D. Gauld 1991. Calliephialtes picadoi ingår i släktet Calliephialtes och familjen brokparasitsteklar. Inga underarter finns listade.